# Konstantin Aleksejevič Vasiljev
Konstantin Aleksejevič Vasiljev (rusko Константи́н Алексе́евич Васи́льев, ruski slikar, grafik in ilustrator, * 3. september 1942, Majkop, Adigejska avtonomna oblast, Sovjetska zveza (sedaj Adigeja, Rusija), † 20. oktober 1976, Vasiljevo, Tatarska ASSR, Sovjetska zveza (sedaj Tatarstan, Rusija).
Vasiljev je široko prepoznaven po delih z mitološkimi temami. 
Ustvaril je več kot 400 slik in grafik: portrete, pokrijine, kompozicije, dela na temo stare in sodobne ruske zgodovine. Najbolj je postal prepoznaven po slikah ruskih bajk, slovanske, germanske in nordijske mitologije. 

## Življenje
Rodil se je v Majkopu v času nemške okupacije. Obiskoval je Kazansko umetniško šolo (1957-1961). Kasneje je bil zaposlen kot učitelj risanja v srednji šoli. V svojih delih se je obračal k ljudski umetnosti, ruskim pesmim, povedkam, mitom, skandinavskim in irskim sagam, k edski poeziji. Naslikal je več herojskih slik iz velike domovinske vojne (»Maršal Žukov«, »Invazija« itd). Priljubljenost je dosegel s slikami slovanske (»Svetovid«, »Rusalka«) in skandinavske mitologije (»Odin«, »Valkira«).
Živel je v Zelenodolsku v Tatarstanu.
V osemdesetih in devetdesetih letih dvajsetega stoletja je bilo več razstav Vasiljeva v tujini, v Bolgariji, Jugoslaviji in v Španiji. 
Vasiljev je tragično preminil. S tovarišem je bil zbit na železniški postaji med prehodom tirov 29. oktobra 1976. Družina Vasiljeva se ni strinjala z uradno različico nesreče.

## Spomin
- v njegov spomin je v Moskvi odprt Muzej Slovanske kulture imena Konstantina Vasiljeva.
- asteroid 3930 Vasiljev (3930 Vasilev) je bil poimenovan po umetniku Konstantinu Vasiljevu.